# Laishania angustithorax
Laishania angustithorax är en tvåvingeart som beskrevs av Giar-Ann Kung och Brown 2005. Laishania angustithorax ingår i släktet Laishania och familjen puckelflugor.
Artens utbredningsområde är Costa Rica. Inga underarter finns listade i Catalogue of Life.